# M36 (疏散星团)
M36，也稱為NGC 1960，是在御夫座的一個疏散星團。它是喬瓦尼·巴蒂斯塔·霍迪納在1654年之前發現的，當時被描述成一個模糊的斑塊。這個星團於1749年被纪晓姆·勒让提獨立再度發現，然後梅西耶在1749年觀察到它收錄至目錄中。M36距離地球大約1,330秒差距光年（4,340光年）。這個星團與昴宿星團（M45）非常相似，如果與地球的距離相同，它們的大小將會相近。
這個星團的角直徑是10 弧分，核心半徑是3.2 弧分。它的質量大約為746 太陽質量，線性的潮汐半徑為10.6±1.6 秒差距。吳等人（2009年）根據測光學估計該星團的年齡為2,500萬年而貝爾（Bell）等人提供的估計值是26.3+3.2
−5.2 百萬年（2013年）。在恆星中的光度有未消耗掉的鋰，意味著年齡約為22±4百萬年，這與前面的估計吻合。
M36只有10顆視星等比10等亮的恆星和178顆光度至14等以下的恆星。有38顆成員顯示有紅外過量，而且其中有一顆特別高。有一顆視星等9等的恆星是B型變星的候選者。

## 星圖

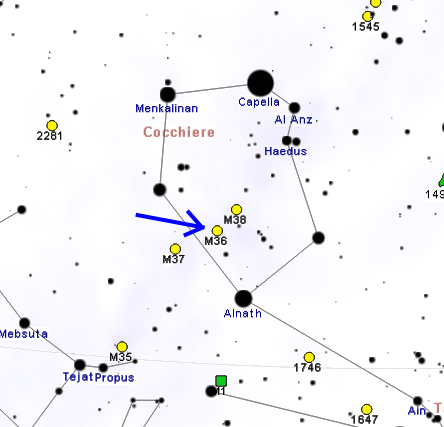
Map

## 外部連結
- WikiSky上关于M36 (疏散星团)的内容：DSS2, SDSS, GALEX, IRAS, 氢α, X射线, 天文照片, 天图, 文章和图片